# 기타무라 도모타카
기타무라 도모타카(일본어: 北村 知隆, 1982년 5월 27일 ~ )는 일본의 전 축구 선수이다.

## 구단 경력
과거 요코하마 FC, 몬테디오 야마가타에서 활동하였다.